# فريدريك ويليام أندرسون
فريدريك ويليام أندرسون هو سياسي كندي، ولد في 28 سبتمبر 1883، وتوفي في 28 أبريل 1955.